# Horacio Cartes
Horacio Cartes   (Asunción, 5 de juliol de 1956) és un polític i empresari, president de la República del Paraguai entre el 2013 i 2018.
És el propietari del "Grup Cartes", un conglomerat d'aproximadament dues dotzenes d'empreses. També ha estat president del Club Libertad des de l'any 2001.
Cartes exercir el càrrec de director de seleccions de l'Associació Paraguaiana de Futbol, durant les eliminatòries per a la Copa del Món de Futbol de 2010, torneig en què la Selecció de futbol de Paraguai va avançar fins als quarts de final.